# Towerstream
Towerstream est un fournisseur d'accès internet américain basé dans l'État du Rhode Island aux États-Unis, et spécialiste des solutions mobiles et sans-fil.

## Historique
La société Towerstream est fondée en décembre 1999 par Jeffrey M. Thompson avec Philip Urso. Thompson a servi comme directeur depuis l'origine jusqu'à son départ en novembre 2005. Il avait créé en 1995 EdgeNet, un autre FAI revendu en 1997 à Citadel Broadcasting Corporation.
Depuis plusieurs années l'exploitation est fortement déficitaire.